# Cenarchaeum symbiosum
Cenarchaeum symbiosum je archeon z kmene Crenarchaeota, objevený roku 1996. Žije v chladných mořích (tzv. psychrofil) a nejlépe roste při teplotách kolem 10 °C. a obývá tkáň uvnitř těla houbovce, pravděpodobně rodu Axinella (možná Axinella mexicana). Zde oxiduje amoniak.
Podle studie z roku 2008 je Cenarchaeum natolik odlišný od ostatních zástupců kmene Crenarchaeota, že by měl být řazen do zcela nového kmene s navrhovaným jménem Thaumarchaeota. Zdá se také, že archeí oxidujících amoniak uvnitř těl mořských organismů je mnohem více a že mnohé z nich by mohly tvořit monofyletickou linii.